# (4044) Erikhøg
(4044) Erikhøg ist ein Asteroid des Hauptgürtels, der am 16. Oktober 1977 vom niederländischen Astronomen Cornelis Johannes van Houten am Mount Palomar entdeckt wurde. 
Der Name des Asteroiden erinnert an den dänischen Astronomen Erik Høg.